# Australia Cup (1964)
Australia Cup 1964 – trzecia edycja australijskiego krajowego pucharu piłkarskiego Australia Cup. W rozgrywkach wzięło udział 19 drużyn z siedmiu stanów i terytoriów: Australia Południowa, Australia Zachodnia, Australijskie Terytorium Stołeczne, Nowa Południowa Walia, Queensland, Tasmania i Wiktoria. W ramach rozgrywek zostały przeprowadzone cztery rudny eliminacyjne (runda wstępna, rudna I, ćwierćfinał, półfinał), z których zwycięska para wchodziła do finału rozgrywek. Zwycięzcą rozgrywek Australia Cup została drużyna George Cross, która pokonała w finale drużynę APIA Leichhardt.

## Uczestnicy Australia Cup 1964
| - APIA Leichhardt (FNSW) - South Coast United (FNSW) - St George Budapest (FNSW) - Sydney Prague (FNSW) - Footscray JUST (FFV) - George Cross (FFV) - Melbourne Juventus (FFV) - South Melbourne Hellas (FFV) - Lake Macquarie (NNSWF) - Canberra Juventus (CF) |  | - Launceston United (FFT) - Olympia (FFT) - Rapid Hobart (FFT) - Ulverstone (FFT) - Latrobe (FQ) - Merton Rovers (FQ) - Adelaide Budapest (FFSA) - Adelaide Juventus (FFSA) - North Perth (FW) |

W rozgrywkach wzięło udział 19 drużyn z ośmiu federacji stanowych:
- Football NSW (FNSW, Nowa Południowa Walia): 4 drużyny;
- Football Federation Tasmania (FFT, Tasmania): 4 drużyna;
- Football Federation Victoria (FFV, Wiktoria): 4 drużyny;
- Football Federation South Australia (FFSA, Australia Południowa): 2 drużyny;
- Football Queensland (FQ, Queensland): 2 drużyna;
- Capital Football (CF, Australijskie Terytorium Stołeczne): 1 drużyna;
- Northern NSW Football (NNSWF, północna część Nowej Południowej Walii): 1 drużyny;
- Football West (FW, Australia Zachodnia): 1 drużyna.

## Rozgrywki

### Runda wstępna
| 19 września 1964 | Ulverstone · Pugh k.' · Compagne | 2 – 3 (dog.)Raport | Rapid Hobart · W. Ziehfreund · J. Raeder · 97' W. Worsey | Ulverstone |
|                  |                                  |                    |                                                          |            |

Dogrywka trwała 30 minut.
| 19 września 1964 | Launceston United · McNeill 12' · Kendrick 75' · Fairley 91' | 3 – 2 (dog.)Raport | Olympia · 16' 33' T. Huddlestone | Launceston Sędzia: Jock Beresford |
|                  |                                                              |                    |                                  |                                   |

Dogrywka trwała 10 minut.
| 3 października 1964 | Melbourne Juventus · D. Oxton 23' · F. Donlevy k. 80' | 2 – 1Raport | Canberra Juventus · 6' I. Smith | Olympic Park Stadium, Melbourne Widzów: 2 500 Sędzia: Bill Hosie |
|                     |                                                       |             |                                 |                                                                  |

| 4 października 1964 | Sydney Prague · W. Tamandl 6' 22' · L. Scheinflug 72' | 3 – 0Raport | Lake Macquarie | Wentworth Park, Sydney Widzów: 2 700 Sędzia: Roger Lamb |
|                     |                                                       |             |                |                                                         |

### Runda I
| 26 września 1964 | North Perth · Cumbor sam.' · A. Napier · G. McKay · H. Miller | 5 – 0Raport | Swan Valley Soccer Club | Perry Lakes Stadium, Perth |
|                  |                                                               |             |                         |                            |

Mecz został rozegrany w ramach rozgrywek finału pucharu stanowego (Football West State Cup) i nie stanowił meczu rozgrywanego w ramach Australia Cup. Jednocześnie zwycięzca zagwarantował sobie udział w ćwierćfinale Australia Cup.  
| 26 września 1964 | Adelaide Juventus · Donnelly 15' · Howlett 22' · Russo 66' | 3 – 1Raport | Adelaide Budapest · 72' L. Matiscak | Hindmarsh Stadium, Adelaide Widzów: 2 300 Sędzia: J. Wharton |
|                  |                                                            |             |                                     |                                                              |

| 4 października 1964 | Latrobe · P. Scott · K. Rusk | 4 – 0Raport | Merton Rovers | Exhibition Ground, Brisbane |
|                     |                              |             |               |                             |

Gole padały w 37, 39, 58 i 72 minucie gry.
| 10 października 1964 | Rapid Hobart · W. Ziehfreund 58' · W. Nikolai 78' · F. Umgeher 89' | 3 – 0Raport | Launceston United | Glenorchy, Hobart |
|                      |                                                                    |             |                   |                   |

| 10 października 1964 | Footscray JUST · V. Mladenovic 1' 44' | 2 – 0Raport | South Melbourne Hellas | Olympic Park Stadium, Melbourne |
|                      |                                       |             |                        |                                 |

| 11 października 1964 | APIA Leichhardt · D. Falconer 20' 68' · J. Giacometti 42' k. 65' · J. Watkiss 63' · K. Jaros 89' | 6 – 2Raport | Sydney Prague · 33' 65' L. Scheinflug | Wentworth Park, Sydney Widzów: 7 331 |
|                      |                                                                                                  |             |                                       |                                      |

| 11 października 1964 | St George Budapest · J. Galambos 44' · H. Rodriguez 62' · G. Yardley 63' | 3 – 0Raport | South Coast United | Wentworth Park, Sydney Widzów: 7 331 |
|                      |                                                                          |             |                    |                                      |

Spotkania pomiędzy APIA Leichhardt – Sydney Prague i St George Budapest – South Coast United zostały rozegrane tego samego dnia na tym samym obiekcie. Według relacji w The Sydney Morning Herald strzelcami bramek dla St George Budapest byli: H. Rodriguez (dwa gole) oraz J. Galambos.
| 11 października 1964 | George Cross · D. Goldie · A. Campbell | 2 – 0Raport | Melbourne Juventus | Olympic Park Stadium, Melbourne |
|                      |                                        |             |                    |                                 |

### Ćwierćfinały
| 17 października 1964 | Footscray JUST · A. Blue · I. Pikl · M. Pejovic · K. van Der Poel | 9 – 1Raport | Rapid Hobart · H. Zoetsch | Melbourne Showgrounds, Melbourne Widzów: 2 000 Sędzia: Hank Eilerts |
|                      |                                                                   |             |                           |                                                                     |

| 18 października 1964 | APIA Leichhardt · J. Giacometti · D. Falconer | 4 – 2Raport | Latrobe · R. Richards · P. Scott | Wentworth Park, Sydney Widzów: 6 500 Sędzia: Lou Stafrace |
|                      |                                               |             |                                  |                                                           |

Według relacji w The Hobart Mercury strzelcami bramek dla APIA Leichhardt byli: J. Giacometti (dwa gole) oraz Wong i D. Falconer (po jednym golu); natomiast dla drużyny Latrobe dwa gole strzeli R. Richards.
| 18 października 1964 | St George Budapest · J. Galambos · G. Yardley · A. Stokes · P. Banicevic | 6 – 0Raport | Adelaide Juventus | Wentworth Park, Sydney Widzów: 6 500 Sędzia: Roger Lamb |
|                      |                                                                          |             |                   |                                                         |

Spotkania pomiędzy APIA Leichhardt – Latrobe i St George Budapest – Adelaide Juventus zostały rozegrane tego samego dnia na tym samym obiekcie.
| 18 października 1964 | George Cross · A. Campbell 17' · D. Hodgson 70' | 2 – 0Raport | North Perth | Olympic Park Stadium, Melbourne Widzów: 5 000 Sędzia: Tony Boskovic |
|                      |                                                 |             |             |                                                                     |

### Półfinały
| 25 października 1964 | George Cross · B. Copeland 7' · D. Hodgson 37' | 2 – 1Raport | Footscray JUST · 76' A. Blue | Olympic Park Stadium, Melbourne Widzów: 9 000 Sędzia: Roger Lamb |
|                      |                                                |             |                              |                                                                  |

| 25 października 1964 | APIA Leichhardt · J. Giacometti | 1 – 1 (dog.)Raport | St George Budapest · J. Galambos | Wentworth Park, Sydney Widzów: 7 013 Sędzia: Keith Lockrey |
|                      |                                 |                    |                                  |                                                            |

Dogrywka trwała 20 minut, jako że ostatecznie mecz zakończył się remisem został powtórzony. Według relacji w The Canberra Times frekwencja na meczu wyniosła 7 400 widzów.

### Mecz powtórzony
| 28 października 1964 | APIA Leichhardt · J. Giacometti · J. Watkiss · D. Falconer · R. Murua | 4 – 1Raport | St George Budapest · G. Yardley | Sydney Showground , Sydney Widzów: 5 000 Sędzia: Jack Scarborough |
|                      |                                                                       |             |                                 |                                                                   |

Według innych źródeł strzelcem bramki dla APIA Leichhardt nie był J. Watkiss lecz Wong.

### Finał
| 1 listopada 1964 | George Cross · S. Ackerley sam. 3' · F. Bottalico sam. 35' · A. Campbell 117' | 3 – 2 (dog.)Raport | APIA Leichhardt · 15' J. Watkiss · 44' K. Jaros | Olympic Park Stadium, Melbourne Widzów: 15 114 Sędzia: Vince Dobinson |
|                  |                                                                               |                    |                                                 |                                                                       |

Dogrywka trwała 30 minut.
| Zdobywca Australia Cup 1964      |
| -------------------------------- |
| George Cross 1. tytuł w historii |